# Gmina Väätsa
Gmina Väätsa (est. Väätsa vald) – dawna gmina wiejska w Estonii (do 2017), w prowincji Järva. Teraz część gminy Türi.
W skład gminy wchodzi:
- Alevik: Väätsa.
- 10 wsi: Aasuvälja, Lõõla, Piiumetsa, Reopalu, Roovere, Röa, Saueaugu, Vissuvere, Väljataguse, Ülejõe.